# 夢駆ける馬ドリーマー
『夢駆ける馬ドリーマー』（ゆめかけるうまドリーマー、原題：Dreamer: Inspired by a True Story）は、2005年のアメリカ映画。日本では2006年5月27日から東宝洋画系で公開された。

## 出演
| 役名             | 俳優                       | 日本語吹替 |
| ---------------- | -------------------------- | ---------- |
| ベン・クレーン   | カート・ラッセル           | 山路和弘   |
| ケール・クレーン | ダコタ・ファニング         | 宇山玲加   |
| ポップ・クレーン | クリス・クリストファーソン | 有川博     |
| リリー・クレーン | エリザベス・シュー         | 藤本喜久子 |
| バロン           | ルイス・ガスマン           | 天田益男   |
| マノリン         | フレディ・ロドリゲス       | 小森創介   |
| パーマー         | デヴィッド・モース         | 立木文彦   |
| サディール王子   | オデッド・フェール         |            |

- その他の声の吹き替え：朝倉栄介／奈良徹／福田信昭／根本圭子／ふくまつ進紗／大西健晴／林智恵／斎藤志郎／樋渡宏嗣／佐々木健／井上文彦／佐々木睦／石井隆夫／世古陽丸／前島貴志／竹村叔子／石川ひろあき／髙階俊嗣／三木敏彦／滝沢ロコ／水内清光／田村聖子／森夏姫／恒松あゆみ
- 劇中のレースシーンでソーニャドールを演じたのはサクリファイスと言う牡馬である。彼の名前は映画のラストにしっかりとクレジットされている。